# Sztarenki Pál
Sztarenki Pál (Budapest, 1961. december 15. –) magyar színész, rendező.

## Pályafutása
A Színház-és Filmművészeti Főiskolán szerezte diplomáját 1988-ban. 1988–1991 között a kaposvári Csiky Gergely Színház, 1991–1994 között az Arany János Színház, 1994–1998 között az Új Színház, 1998–2010 között a József Attila Színház tagja volt. 2010-től 2018-ig színészi feladatai mellett a Hevesi Sándor Színház művészeti vezetőjeként dolgozott. 2018–2021 között szabadúszó színházi színész-rendező volt. 2021 óta a Pinceszínház igazgatója.

## Szerepeiből
- Shakespeare: Othello – Rodrigó (rendező: Ács János)
- Shakespeare: Lear király – Edgár (rendező: Ács János)
- Shakespeare: III. Richárd – címszerep (rendező: Ruszt József)
- Eörsi István: Kihallgatás – Sajtos őrnagy (rendező: Babarczy László-Mohácsi János)
- Mrozek: Mészárszék – Hegedűművész (rendező: Lukáts Andor)
- Schiller: Ármány és szerelem – Ferdinand (rendező: Mohácsi János)
- Weöres Sándor: Holdbéli csónakos – Vitéz László (rendező: Babarczy László)
- Calderón: Az élet álom – Segismundó (rendező: Babarczy László)
- Calderón: Két szék közt a pad alatt – Don Diego (rendező: Cserje Zsuzsa)
- Molière: Scapin furfangjai – Scapin (rendező: Dan Micu)
- Ibsen: Hedda Habler – Eljert Lövborg (rendező: Gaál Erzsébet)
- Sütő András: Szuzai menyegző – Parmenion (rendező: Ruszt József)
- Ilyés Gyula-Litvay Nelli – Szélkötő Kalamona: Ferkó (rendező: Vas-Zoltán Iván)
- Spiró György: Vircsaft – Pacsirta (rendező: Mácsai Pál)
- Henrik Ibsen: Hedda Gabler – Ejlert Lövborg (rendező: Gaál Erzsébet)
- Dürremant: Az öreg hölgy látogatása – Boby (rendező: Zsótér Sándor)
- Gorkij: Éjjeli menedékhely – Klescs (rendező: Horváth Csaba)
- Beaumarchais: Figaro házassága – Almaviva gróf (rendező: Alföldi Róbert)
- Todd Strasser: Hullám – Dégi Kristóf (rendező: Vidovszky György)
- Shakespeare: Makrancos Kata – Petruchio (rendező: Verebes István)
- Sánta Ferenc: Az ötödik pecsét – Civilruhás (rendező: Csiszár Imre)
- Tóth Krisztina: Pokemon go – Józsi, szomszéd (Csizmadia Tibor)
- Cyril Gely: Diplomácia – Dietrich von Cholticz (rendező: Sztarenki Pál)

## Rendezései
- Székely János: Caligula helytartója
- László Miklós: Illatszertár
- Karinthy Frigyes: Tanár úr kérem!
- Aghata Christie: És már senki sem...
- Mrozek: Emigránsok
- Székely János: Dózsa
- Kormos Tibor: Kísérlet
- Giannina Carbinariu: Stop the tempo!
- Axlel Hellstenius: Minden jót, Elling!
- Jon Fosse: És nem válunk el soha
- Csehov: Cseresznyéskert
- Eugene O’Neill: Hosszú út az éjszakába
- Alistair Beaton: Mosolykommandó
- Petőfi Sándor: A helység kalapácsa
- Terry Jonhson: Freud éjszakája...
- A.A. Milne: Micimackó
- Mrozek: Nyílt tengeren- Károly
- April de Angelis: Thália szukái
- Krusovszky Dénes: Az üveganya
- Shakespeare: Csak Rómeó és... /Társrendező: Madák Zsuzsanna/
- Bolba Tamás-Galambos Attila-Szente Vajk: Csoportterápia
- Alexandre Dumas-Jean-Paul Sartre: Kean, a színész
- Tasnádi István: Közellenség
- Szálinger Balázs: Köztársaság /Társrendező: Babarczy László/
- Spiró György: Prah
- Hamvai Kornél: Szigliget
- Tariska Szabolcs: Az állatok farsangja
- Csehov: Cseresznyéskert /2010. október 15. Hevesi Sándor Színház /
- April De Angelis: Színésznők /2012.október 10. Hevesi Sándor Színház/
- Székely Csaba: Szeretik a banánt, elvtársak?
- Polcz Alaine: Asszony a fronton
- Stefo Nantsou-Tom Lycos: Kövek
- Cyril Gely: Diplomácia
- Székely Csaba: Semmit sem bánok

## Filmek és sorozatok
- Apatigris (televíziós sorozat, 2021)
- Eldorádó
- Székely Orsolya: Ikonosztáz

## Díjai, elismerései
- Legjobb előadás díja (Vidéki Színházak Fesztiválja 2015.)